# With Ur Love
A With Ur Love egy dal Cher Lloyd brit énekesnőtől első, Sticks + Stones című albumáról. 2011. október 28-án jelent meg a korong második kislemezeként. Mike Posner amerikai rapper is közreműködik a dalon. Lloyd mellett Cher Lloyd, Savan Kotecha, Shellback, Max Martin és Mike Posner szerezte, producere Shellback volt. A brit kislemezlistán negyedik helyen debütált, ezzel Cher második top 10-es kislemeze lett.

## Háttér
A dalt a rádiók 2011. szeptember 21-én kezdték el sugározni. Mike Posner amerikai rapper is részt vett a szám munkálataiban.

## Videóklip

### Háttér
2011. október 5-én került fel a dalhoz készült videóklip YouTube-ra.

### A klip története
A klip elején Cher barátaival nevet egy hálószobában. Később London utcáin sétálgat, a város felett színes léggömbök lebegnek, és rengeteg további léggömböt engednek a klip közben a levegőbe. Mike Posner egy épület tetején énekel, mögötte a város látható.

## Élő előadások
Lloyd a The X Factorban adta elő a dalt 2011. október 30-án, mikor a kislemez megjelent az Egyesült Királyságban. Az ukrán X Factorban is fellépett, ahol Swagger Jagger című dalát is előadta november 19-én.

## Kereskedelmi fogadtatás
2011. november 4-én ötödik helyen debütált Írországban, ezzel Cher második top 10-es kislemeze lett az országban. A brit kislemezlista első helyére jósolták a dalt, ennek ellenére itt is negyedik helyezést ért el 74 030 eladott példánnyal. Nagyobb eladásokkal indult, mint a Swagger Jagger, mely 66 000 példánnyal nyitott. Emellett a legsikeresebb negyedik kislemeze lett Rihanna Only Girl (In the World) című dala óta, melyből 2010 októberében 74 248 példány kelt el.

## Számlista és formátumok
- CD kislemez[6]

1. With Ur Love
2. With Ur Love (Acoustic Version)

- Digitális EP[7]

1. With Ur Love – 3:46
2. With Ur Love (Acoustic Version) – 3:45
3. With Ur Love (Alex Gaudino & Jason Rooney Remix) – 6:28
4. With Ur Love (Digital Dog Radio Edit) – 4:21
5. With Ur Love (Teka & SoulForce Reggae Remix) – 3:48

## Megjelenések
| Ország             | Dátum             | Formátum           |
| ------------------ | ----------------- | ------------------ |
| Ausztrália         | 2011. október 28. | Digitális letöltés |
| Új-Zéland          | 2011. október 28. | Digitális letöltés |
| Írország           | 2011. október 28. | Digitális letöltés |
| Egyesült Királyság | 2011. október 30. | Digitális letöltés |
| Egyesült Királyság | 2011. október 31. | CD kislemez        |